# Præstekjole
Den sorte præstekjole med den hvide pibekrave er en almindelig borgerdragt fra 1500-tallet, som er blevet embedsdragt for folkekirkepræster. Luther mente, at præsten skulle bære den samme dragt som borgerne i menigheden, og derfor blev den almindelige borgerdragt valgt. Dette lutherske princip er altså gradvist forladt i takt med, at tiderne har ændret borgernes almindelige påklædning, men præsternes beklædning er uændret i 500 år.
Kjolen bæres i dag kun af præster i Danmark, Island og enkelte steder i Nordtyskland. Gejstlige fra andre kirkesamfund benytter tilsvarende uniform, fx den katolske soutane.
Præstekjolen (ornatet) bæres ved gudstjenester og kirkelige handlinger, og den kan endvidere benyttes repræsentativt.
Præstekjolen signalerer, at præsten er en del af en tradition og har en tjeneste og et embede, hvor embedsdragten forpligter og er med til at dække præsten som privatperson.
Den danske præstekjole består af en sort fodlang dragt med hvid pibekrave og hvide poignetter (en slags manchetter). Biskoppernes ornat er af silke med fløjlsmave, mens Københavns biskop og kongelig konfessionarius har ornat helt af sort fløjl.
Præsteviede doktorer i teologi bærer præstekjole med fløjlsmave på forstykke og vinge som tegn på deres akademiske værdighed.
Pibekraven er fast tilbehør til præstekjolen. Den opsamlede det hvide pudder fra pudderparykkerne. De var moderne i den europæiske overklasse omkring 1600. Derefter blev pibekraven beholdt af statsmagtens repræsentanter som præster og dommere. Den er nu kun i brug i den danske folkekirke.
Den norske folkekirke har brugt pibekraven, til den blev afskaffet officielt i 1980'erne, da reformer foretrak dragten som symbol på præstens hyrde- og tjenerrolle snarere end myndighedsrollen. Dragterne opfylder stadig uniformens funktion med rolleidentifikation i stedet for individidentifikation.
Under altertjenesten kan præsten bære en messehagel over præstekjolen.
- Kendte præster i præstekjole
- Hans Egede 1686 - 1758.
- N.F.S. Grundtvig 1783 - 1872.

## Ekstern henvisning/kilde
- religion.dk - Kjolen er til særlige anledninger

 Der er for få eller ingen kildehenvisninger i denne artikel, hvilket er et problem. Du kan hjælpe ved at angive troværdige kilder til de påstande, som fremføres i artiklen.

| Religion | Spire Denne religionsartikel er en spire som bør udbygges. Du er velkommen til at hjælpe Wikipedia ved at udvide den. |